# 釋道安
釋道安（312年—385年），俗姓衛，出生於常山扶柳縣（今河北冀州區小寨鄉扶柳城），晉朝時期的佛教僧人，廬山慧遠之師，是般若學在中國的先驅，對中國佛教的發展有開創性的貢獻。鳩摩羅什譽為「東方聖人」，在當時有「彌天釋道安」的美譽。

## 生平事跡

### 貌醜聰穎
道安於西晉永嘉六年，生于常山。家中為儒学世家，但其父母早死，由表兄孔氏扶養長大。其貌醜陋但極為聰敏，7歲便開始讀書，讀兩遍即可背誦，展現出他過人的記憶能力。

### 暫露崢嶸
道安12岁出家。初始，其师父以貌取人，并不器重他，而让他从事田间劳作。过了三年，道安要求阅读佛经，师父随便给了他一卷约五千字的《辨意经》（即《辨意长者经》）。道安利用劳动休息时间，读了这部经，而且背诵了下来。傍晚回来，以经还师，要求另换一部。师父责问他，道安回答说：昨天那部经，已经背诵下来了！他师父虽然不太相信，还是又给了他一部近万字的《成具光明经》，道安仍用田间休息时间阅读，并且也背诵了下来。傍晚回来，将经还师，他师父感到有些意外，并且当面让道安背诵一遍，果然一字不差。师父大为惊异，这才发现他这位徒弟原来很不寻常。不久，他为道安授“具足戒”，使道安成为一名正式僧人；接着，就让道安外出游学，冀以深造。从此，道安就开始了他出家以后的參学生涯。

### 梵僧器重
晉成帝咸康元年，石虎遷都於鄴，佛圖澄隨至。道安至鄴都入中寺，師事佛图澄，佛圖澄極為欣賞他的才華，但眾人見道安相貌不揚，颇有輕視之意。佛图澄每次讲经，都要道安为大家再复述一遍，道安辞锋锐利，屡释群疑，众人这才大为叹服。于是遂有“漆道人，惊四邻”之赞。后来，道安又到了泠泽（今山西晋县）。不久，又来到河北飞龙山、太行山、恒山，并在这里创立塔寺。于是，“改服从化者，中分河北！”。这时的道安已经是相当知名。

### 漂泊修學
道安45岁时，又返回邺都，住受都寺，徒众数百。这时，石虎已亡，冉闵作乱。道安乃西适牵口山，不久又率众到了王屋、女林山（今属山西）。佛图澄圓寂（348）后的十五年中，道安（及其徒众）一直辗转活动于河北、山西一带，一边禅修，一边讲学。后来，他又避乱渡河而到了陆浑（今河南嵩县），“山栖，木食，修学”。尽管这个时期，道安颠沛流离，住無宁处，但他仍然乱中求静，于奔波中聚众讲学。此时追随道安的门徒已有法汰、慧远等五百多人。

### 南下安居
道安到陆浑不久，慕容氏劫掠河南，安乃率众南下，行至新野，后于东晋哀帝兴宁三年（365年）到达襄阳，乃“复宣佛法”，而“四方学士，竞往师之”。后镇守江陵的征西将军桓豁，邀安移住江陵，而西镇襄阳的朱序又请道安回住襄阳。道安先住襄阳白马寺，因寺狭窄，难以容众，乃在顯贵们的赞助下，另建了一所有四百多间僧舍的檀溪寺，与此同时还修建了一座五层高的佛塔。从此，道安结束了长期的颠沛流离生活。

### 千軍一人
晋孝武帝太元四年（379年），前秦将苻丕攻陷襄阳，戰火迫使道安移居长安。 道安的弟子慧远则定居庐山，名振一时。道安到长安后，秦主苻坚說：我以十万之众攻襄阳，结果止得了一个半人，“安公一人，习凿齿半人也。”。

### 安然而逝
晋孝武帝太元十年（385年）二月八日，道安大師忽告眾曰：“吾當去矣。”是日齋畢，無疾而終。享年74岁。

### 上生兜率
道安修習彌勒淨土法門，曾於彌勒像前立誓，願生彌勒淨土所處的兜率天內院，將來參與彌勒佛的龍華三會，護持佛法廣度眾生。道安生前曾向異僧詢問來生處所，“彼乃以手虛撥天之西北，即見雲開，備睹兜率妙勝之報，爾夕，大眾數十人悉皆同見。”

## 貢獻及影響
道安在漢傳佛教史上，有極重要的地位。
- 撰写《綜理眾經目錄》，列出經典譯者，判定譯經時間和新舊，奠定中國佛教文獻整理和佛經目錄之基礎。
- 依說一切有部律（《十誦比丘戒本》、《比丘尼大戒》），制定《僧尼軌範》、《佛法憲章》為僧團規則，統一中國僧團混雜不一的行儀作法。
- 開創東土彌勒淨土信仰及修行的先河。
- 大力提倡翻譯事業，在長安五重塔設置譯場。提出“五失本、三不易”之說。
- 科判佛經為三分：一序分，二正宗分，三流通分。
- 反省過往格義解經的風氣。
- 精研不同版本的般若經，依“諸法性空”和“法身不二”的思想創立“本無”宗，促進了佛教的中國化。
- 魏晉時期沙門皆依師姓，故姓不同。以釋迦大師為本，於是後世皆定釋氏為僧姓。

## 研究方法
道安一生以《般若經》的研究為重心，他在當時能取得重大成果，研究方法的改進是重要因素。道安捨棄以格義的方式訓解佛典，採取多本對讀的方法——合本。正因為如此，道安特重不同譯本的蒐集，因而有《綜理眾經目錄》的撰述，以及入長安後組織譯場的作為。

## 佛学思想
在佛學思想上，道安依據《大品》《小品》不同譯本的對讀，整理並組織《般若經》的理論體系，僧叡稱為「性空之宗」，劉宋·曇濟《六家七宗論》則稱為「本無宗」。「本無」一語，梵語作 Tathatā ，譯作「如」。道安《道行經序》謂：「執道御有，卑高有差，此有為之域耳，非據真如、游法性，冥然無名也。據真如，游法性，冥然無名者，智度之奧室也。」《合放光光讚略解序》云：「般若波羅蜜者，無上正真道之根也。正者等也，不二入也。等道有三義焉，法身也，如也，真際也。故其為經也，以如為始，以法身為宗。如者爾也，本末等爾，無能令不爾也。佛之興滅，綿綿常存，悠然無寄，故曰如也。法身者，一也，常淨也。有無均淨，未始有名，故於戒則無戒無犯，在定則無定無亂，處智則無智無愚，爾忘，二三盡息，皎然不緇，故曰淨也，常道也。真際者，無所著也，泊然不動，湛爾玄齊，無為也，無不為也。萬法有為而此法淵默，故曰無所有者是法之真也。」可說深得般若經旨。這一見解，由道安高足弟子慧遠繼承，慧遠並汲取鳩摩羅什「非有非無」的中觀系理論，而於其《大智論抄序》中進一步推向以「法性」為主的理論高峰。
然而，羅什高足僧肇，於其《不真空論》中評述「本無宗」謂「本無者，情尚於無，多觸言以賓無，故非有有即無，非無無亦無。尋夫立言本旨者，直以非有非真有，非無非真無耳，何必非有無此有，非無無彼無。此直好無之談，豈謂順通事實、即物之情哉？」引發後世注疏家及近代學者對「本無宗」之倡說者及其基本主張為何的討論。

## 翻譯
道安大力提倡佛教三藏的翻譯事業，在長安組織譯場，曾聚集僧伽跋澄、曇摩難提、僧伽提婆、鳩摩羅佛提、耶捨、曇摩蜱、曇摩侍等外國僧人，以及本地的譯經僧、義學僧，傳出《摩訶缽羅若波羅蜜經抄》、《中阿含經》、《增壹阿含經》、《二眾從解脫緣》（鼻奈耶）、《十誦比丘戒本》、《比丘尼大戒》、《阿毘曇》（發智論）、《廣說》（大毘婆沙論）、《阿毘曇心論》、《婆須蜜集》、《三法度論》等佛教經、律、論，以及佛傳類的《僧伽羅剎集經》。
道安對經典的翻譯非常重視，提出五失本、三不易的著名論斷，五失本指：
1. 梵文句法，多為倒句，譯成漢文，即失本義；
2. 梵文重質樸，漢文喜修飾，缺少文采難可眾心，有失本義；
3. 梵文佛經多有反復詠嘆、再三叮嚀之語，漢文刪之，有損本義；
4. 梵文佛經常先以散文敘事，再以詩句概括，譯文刪除重頌，亦損本義；
5. 梵文佛經，述完某事，於另述他事前，又重覆前文，譯文悉除重複，即失本義。[8]

三不易指：
1. 經典乃佛陀因時而說，古今時俗各異，欲刪雅古以適今時，既要求真，復要喻俗，一不易也；
2. 世尊之無上正等智慧，凡愚之人難以信受，欲以千歲之上微言，傳使合百王之下末俗，二不易也；
3. 阿難宣經去佛未久，尊者大迦葉令五百神通羅漢審察、著錄，彼阿羅漢乃兢兢若此，此生死人而平平若此，今以庸人近意量裁千年前羅漢脫俗境界，三不易也。[9]

經斟酌、比較，道安更傾向直譯，主張譯文應力求質樸，不令有損言逰字，這一觀點對後代佛經翻譯產生積極作用。

## 著作

### 遺失專著
《實相義》，佚。收錄於劉宋·陸澄《法論·法性集》。目前僅存目錄，見僧祐《出三藏記集》卷十二。
《綜理眾經目錄》，佚，僧祐《出三藏記集》卷二、卷三、卷四中保存了道安录的基本情况，可供参考。日人常盘大定曾作过《综理众经目录》的恢复目录。

### 眾經序言
《安般注序》、《陰持入經序》、《人本欲生經序》、《了本生死經序》、《十二門經序》、《大十二門經序》、《道行經序》、《合放光光讚略解序》、《增一阿含經序》、《道地經序》、《十法句義經序》、《阿毘曇序》、《十四卷鞞婆沙序》、《漸備經十住胡名并書序》，僧祐《出三藏記集》標為「未詳作者」，近人湯用彤則主張係道安所作。
以上作品均存世，收錄於僧祐《出三藏記集》。

### 來往書信
道安回答同學竺法汰詢問有關「三乘」、「六通」、「神」的書信，均已佚失。

## 影響

### 三分科判
道安以序分、正宗分、流通分三部分來科判經文，時人對此頗有異議，認為他私自杜撰、標新立異，後來《佛地經論》傳譯漢地，內有三分科判之說，始證道安先見之明、契入佛法之深。這一模式自然成為後代規範。

### 確立釋姓
佛教最初傳來中國，出家者，俗姓不改，如嚴浮調，朱士行等。後來，魏晉沙門，競以所拜的外國之師為姓，如姓支（月氏）、竺（天竺）、安（安息）、康（康居）、白/帛（龜茲王室），故姓各不同。道安以為，根本導師乃釋迦世尊，故“以釋命氏”。
有人認爲後來譯出的漢譯《增一阿含》，有“四河入海，無復河名；四姓出家，同稱釋氏”之语，因與經典相符，故中國僧人以“釋”為姓遂成定制，至今已一千六百余年。不過這只是後人誤解，  因經中說的是“無復本姓，但言沙門釋迦子” （页面存档备份，存于），意思是出家人此後是「釋迦弟子」或「沙門釋迦的追隨者」，不再屬於原本的種姓，而非改掉姓氏的意思。而且當時從印度前來中土的僧人沒有人冠以「釋姓」，菩提達摩、佛圖澄、鳩摩羅什…等等皆是。是故，出家人改姓為釋應該是道安大師個人的創見，並不是佛陀當時的作法。
自晉宋以後，僧人以釋為姓，漸漸流行，但寶唱《名僧傳》目錄用釋姓者不多，且多為道安弟子輩。直到唐末五代時的敦煌僧人，也是以俗姓為姓。以釋為姓，是由於慧皎、道宣、贊寧等《高僧傳》撰寫者的強烈提倡，而逐漸變成定式。

### 佛經目錄
漢、魏至晉，譯經已多，然翻譯者，多未署名，後人追尋，難辨真偽，莫測年代，道安首編《綜理眾經目錄》，確定年代，注明譯者，辨別真偽，簡評優劣，開創體例，為後代經錄所效法。

## 評價
道安對中國佛教的貢獻可謂功高蓋世，德被四海。
- 晉孝武帝詔曰：“安法師器識倫通，風韻標朗，居道訓俗，徵績兼著。豈直規濟當今，方乃陶津來世。”
- 鳩摩羅什稱贊他為“東方聖人”。[10]
- 東晉文學家孫綽贊曰：“物有廣贍，人固多宰，淵淵釋安，專能兼倍，飛聲汧隴，馳名淮海，形雖草化，猶若常在。”[11]
- 近代梁啟超評論說：“使我佛教而失一道安，能否蔚為大國，吾蓋不敢言。”[12]
- 无变化伎术可以惑常人之耳目，无重威大势可以整群小之参差，而师徒肃肃，自相尊敬”——本引文出自 梁《僧传》卷五〈释道安传〉。为东晋名士习凿齿，向宰相谢安推荐道安法师之时所赞法师之言